# Três Montanhas

Vista aérea do bairro Três Montanhas

Localização do Três Montanhas em Osasco

Três Montanhas  é um bairro localizado em Osasco, São Paulo, Brasil. Sendo delimitado ao Norte pelos bairros Santa Fé  e Paiva Ramos ;  A  Leste com o bairro Distrito Industrial Anhanguera; Ao Sul com o bairro Bonança e ; a Oeste com  o bairro  Paiva Ramos. O loteamento do bairro é homônimo.

## Formação
O loteamento que dá nome ao bairro foi feito pelo então proprietário da Fazenda Doutor Manuel Paiva Ramos ao final dos anos 40 do século XX.